# Aurora (Colorado)
Aurora je město ve státě Colorado ve Spojených státech amerických. Rozkládá se na území okresů Arapahoe County a Adams County. Náleží do metropolitní oblasti Denveru a je jeho největším předměstím.
Žije zde 325 078 obyvatel (2010), což z něj činí třetí nejlidnatější město Colorada a 54. nejlidnatější ve Spojených státech.
Ve městě se nachází vojenská Buckleyho letecká základna.

## Střelba v kině
V červenci 2012 zastřelil James Holmes v místním kině na premiéře filmu Temný rytíř povstal 12 lidí a dalších 58 zranil.

## Osobnosti města
- John Kerry, americký politik, ministr zahraničí USA[6]

## Sesterská města
Aurora má následující sesterská města:
- Adama, Etiopie (1988–2004, 2014–)
- Songnam, Jižní Korea (1992)
- Jacó, Kostarika (2016)